# Centre médico-psychologique
Pour les articles homonymes, voir CMP.

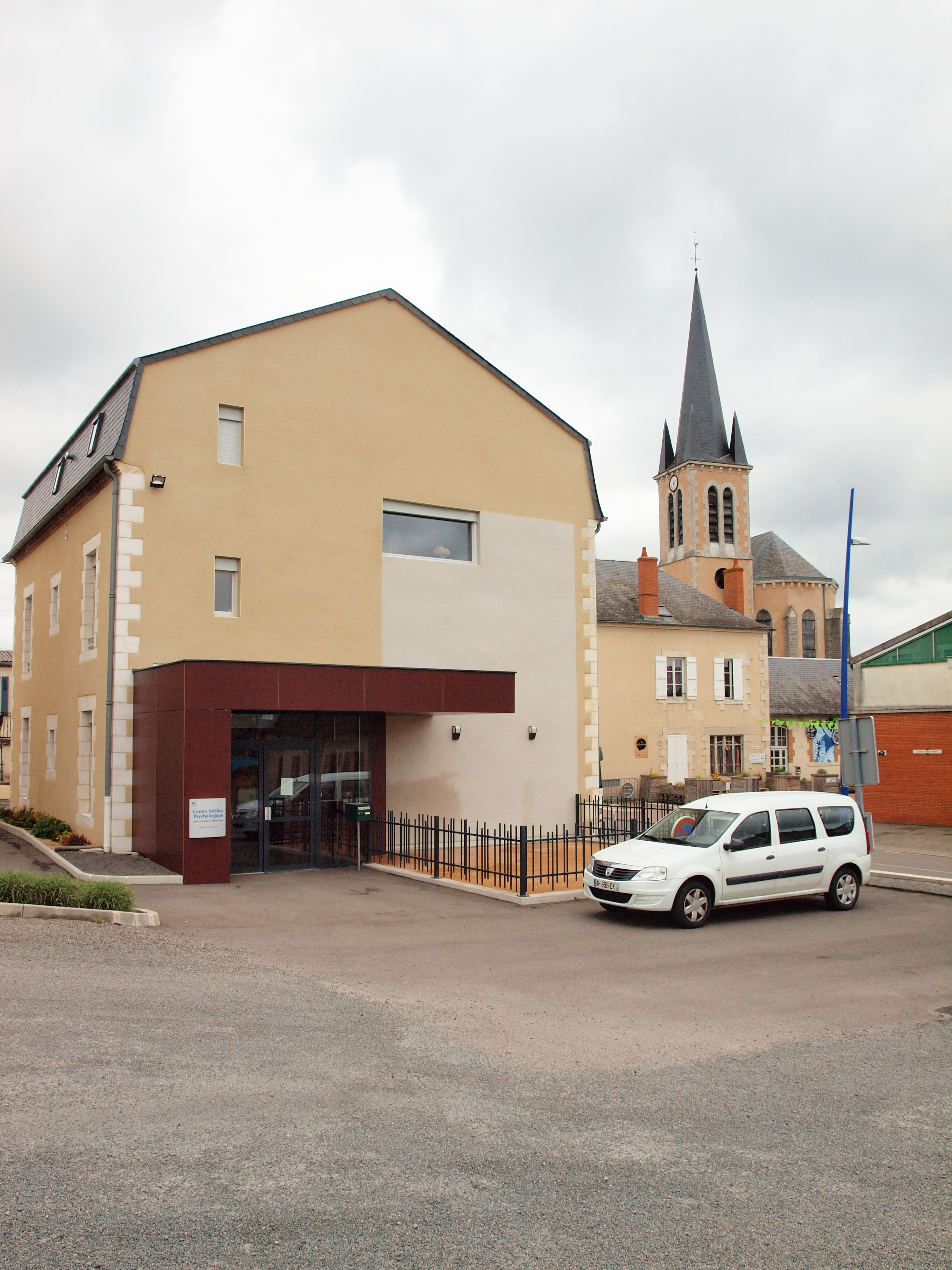
Centre médicopsychologique de Dompierre-sur-Besbre

La loi définit les centres médico-psychologiques (CMP) comme étant des unités de coordination et d'accueil en milieu ouvert, organisant des actions de prévention, de diagnostic, de soins ambulatoires et d'interventions à domicile, mises à la disposition d'une population. Ils peuvent comporter des antennes auprès de toute institution ou établissement nécessitant des prestations psychiatriques ou de soutien psychologique.
Un CMP désigne donc un établissement public (ou privé faisant fonction de public) français regroupant des spécialistes de la santé proposant une offre de soins mentaux prise en charge par la sécurité sociale.
Le CMP est pluridisciplinaire et regroupe des médecins psychiatres, des psychologues, des infirmiers, des assistants sociaux, des ergothérapeutes, des psychomotriciens, des orthophonistes et des éducateurs spécialisés. 
Les CMP sont chargés d'un secteur géographique déterminé. Il existe des CMP pour adultes et pour enfants. Les consultations en CMP sont entièrement prises en charge par la sécurité sociale hormis les dépassements d'honoraires de certains spécialistes.

## Historique
Les CMP remplacent les dispensaires d'hygiène mentale depuis 1986,.